# ¡Released! The Human Rights Concerts 1990: An Embrace of Hope
¡Released! The Human Rights Concerts 1990: An embrace of hope, è un CD registrato dal vivo testimonianza di un concerto tenutosi il 13 ottobre 1990 nell'Estadio Nacional di Santiago del Cile (Cile).
Pubblicato solo nel 2013 dalla Eagle Records, questo disco fa parte di una collana di CD e DVD dedicata alla divulgazione di materiale registrato durante i concerti organizzati in varie parti del mondo da Amnesty International e raggruppati sotto il titolo The Human Rights Concerts.
Il disco contiene solo una selezione dei brani eseguiti dai vari protagonisti del concerto.

## Tracce
1. Bailando, bailando - (H.Salinas) - Inti-Illimani - 3:24
2. El equipaje del destierro - (P.Manns - H.Salinas) - Inti-Illimani con Wynton Marsalis - 4:35
3. Jungle blues - (F.J.Morton) - Wynton Marsalis - 7:38
4. Call it what you want - (M.Starr) - New Kids on the Block - 3:58
5. Nothing Compares 2 U - (Prince) - Sinéad O'Connor - 5:30
6. Pedro Navaja - (R.Blades) - Rubén Blades - 7:23
7. Lives in the balance - (J.Browne) - Jackson Browne - 3:59
8. Biko - (P.Gabriel) - Peter Gabriel con Inti-Illimani e Sting - 9:14
9. Little Wing - (J.Hendrix) - Sting - 4:51
10. They dance alone - (G.Sumner - R.De Ciria) - Sting - 10:15

## Formazione degli Inti-Illimani
- Jorge Coulón
- Horacio Durán
- Horacio Salinas
- Marcelo Coulón
- José Seves
- Max Berrú
- Renato Freyggan